# 命中註定那頭鵝
《命中註定那頭鵝》是一部於 2025 年 3 月 14 日白色情人節上映的臺灣劇情電影，該部電影改編自同名短片《命中註定那頭鵝》 ，新銳導演楊宥瑜自編自導，聯手《孤味》破億票房製作團隊彼此影業，集結林奕嵐、詹懷雲、劉韋辰、納豆、陽靚、段鈞豪、方志友、陳華等演員演出。

## 劇情大綱
身為「阿德利企鵝」頭號粉絲的月鵝，以去南極研究企鵝為一生志向，某天，她在路上遇見了身著企鵝裝的何德利，這位看似冷酷自適的大男孩，更帶著與阿德利企鵝相同的氣味，讓她鼓起勇氣展開追求。

## 演員
- 林奕嵐 飾 月鵝
- 詹懷雲 飾 何德利
- 劉韋辰 飾 麥哲倫
- 納豆[5] 飾 黃靈傑
- 陽靚 飾 劉美蓮 (月鵝乾媽)
- 段鈞豪 飾 月鵝爸
- 方志友 飾 月鵝媽
- 陳華[6] 飾 郝美麗
- 李雪 飾 陳香蘭

## 幕後團隊
- 導演 ：楊宥瑜
- 編劇 ：楊宥瑜、陳群
- 監製 ：劉宛玲、陳郁佳、陳永雄
- 造型指導：葉嘉茵
- 選角指導：游惠雯
- 策劃：周聖絜、林正明
- 製片 ：劉娟如
- 燈光：陳柏佑
- 聲音設計 ：曾雅寧
- 現場收音：湯湘竹
- 原創音樂：大島ミチル  (中文：大島滿)
- 剪輯 ：陳俊宏、邱鈺婷
- 美術指導 ：廖惠麗
- 攝影指導 ：張宇翰 (流星)